# Neigong
Neigong, auch Nei Gong (chinesisch 內功 / 内功, Pinyin nèigōng, wörtl. „innere Arbeit“) bezeichnet in den chinesischen Kampfkünsten und dem Qigong die Konzentration auf kognitive Prozesse während der Ausführung bestimmter Übungen und gehört damit zu den Inneren Kampfkünsten. Das Neigong hat die Kultivierung der drei in jedem Menschen verborgenen Schätze Jing (Essenz), Qi (Energieströme) und Shen (Lebensgeister) zum Ziel.
Die Kampfkunstschule des Neigong legt den Schwerpunkt auf das Training der Koordination des eigenen Körpers mit dem Atem, bekannt als „Harmonisierung der inneren und äußeren Energie“ und schafft damit die Grundlage für die Methode einer bestimmten Schule zur Nutzung von Kraft und Technik.

## Herkunft

### Neijia Quan Theorie
Die erste Verwendung des Begriffs Neijia findet sich auf dem Epitaph des Wang Zhengnan von Huang Zongxi (1669), Ming- und Qing-Dynastien. Das Konzept der äußeren und inneren Kampfkünste wurde nach dem Aufkommen der Kampfkünste allmählich entwickelt.
Die äußeren Kampfkünste konzentrieren sich auf die Muskelkraft, die Streckung der Taille und der Beine und den Einsatz von Technik, Kraft und Geschwindigkeit, um zu gewinnen. Bei den inneren Kampfkünsten geht es nicht um körperliche Fitness, sondern um die Atmung und die Konzentration des Geistes. Beim Weng Chun hingegen kommt es nicht auf die Entfernung an, um explosive Kraft zu erzeugen. Deshalb wird die Anwendung der äußeren Kampfkünste als äußeres Gong und die Anwendung der inneren Kampfkünste als inneres Gong bezeichnet.

### Daoistische Theorie
Neigong ist eine daoistische Methode zur Kultivierung des Lebens, bei der der menschliche Körper als Kessel zur Kultivierung von „Essenz, Qi und Geist“ verwendet wird, um den Körper zu stärken, die Vitalfunktionen des Körpers zu verbessern, das Leben zu verlängern und sogar unsterblich zu werden.

### Wissenschaftliche Theorien
Der Schwerpunkt des Körpers liegt in der Nähe des Dantian, und das Qi sinkt in das Dantian, um das Körpergewicht effektiver auf die Schlagkraft zu übertragen. Die Erlangung der inneren Energie ist als Neigong bekannt.

### Qigong-Theorie
In der Antike war sie auch als Qi, Channeling (Kanalisierung) und Exhalation (Ausatmung) bekannt und sollte Qi und Blut beleben, die Lebensenergie nähren und Yin und Yang harmonisieren, um Vitalität zu zeigen.

## Innere Kampfkünste

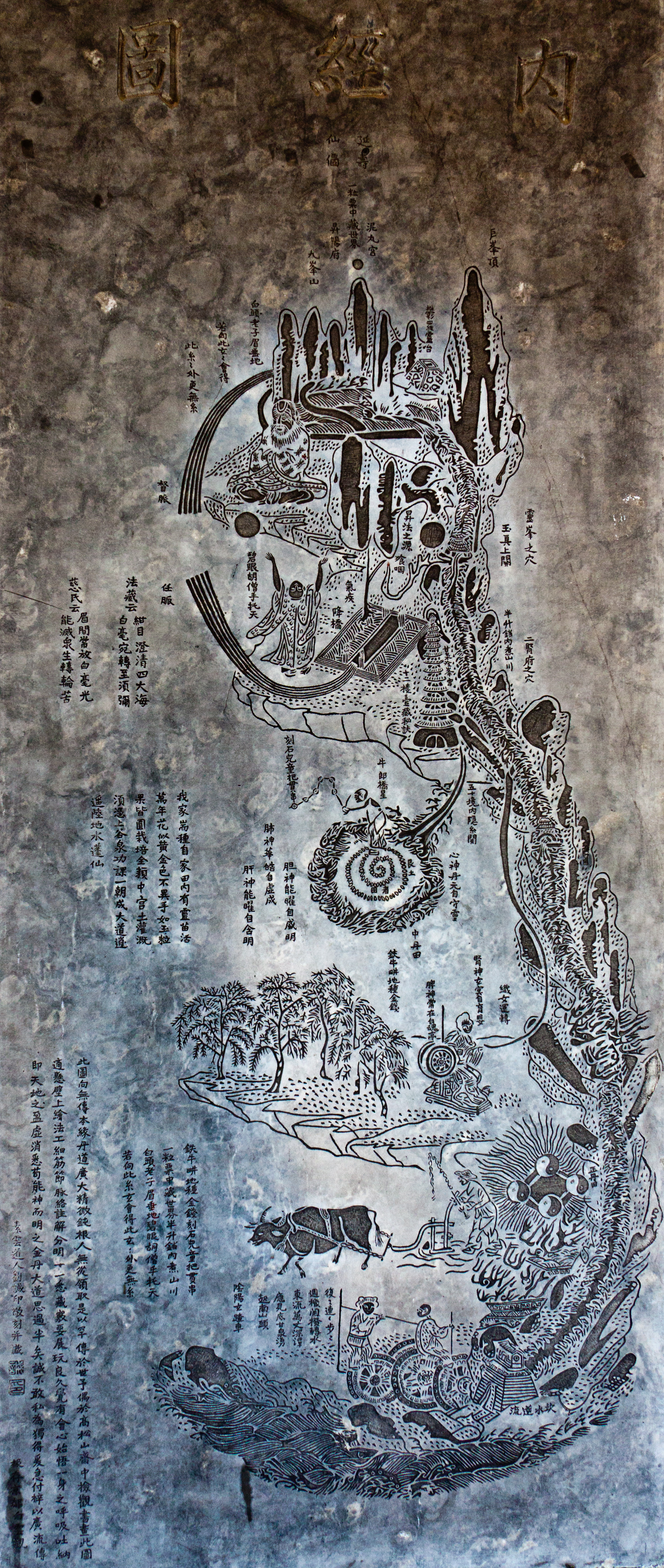
Das Neijing Tu ist ein daoistisches Diagramm der "inneren Landschaft" des menschlichen Körpers zur Veranschaulichung des Neidan (Innere Alchemie), Wu Xing, Yin und Yang sowie der chinesischen Mythologie.

Die Kampfkunstschule des Neigong legt den Schwerpunkt auf das Training der Koordination des eigenen Körpers mit dem Atem, bekannt als „Harmonisierung der inneren und äußeren Energie“, und schafft damit die Grundlage für die Methode einer bestimmten Schule zur Nutzung von Kraft und Technik.
Neigong-Übungen, die zur Neijia-Tradition gehören, beinhalten die Kultivierung von körperlicher Stille und/oder bewusster Bewegung, die darauf abzielen, Entspannung oder das Lösen von Muskelverspannungen zu bewirken, kombiniert mit speziellen Atemtechniken wie der „Schildkröten“- oder der „Umkehr“-Methode. Das grundlegende Ziel dieses Prozesses ist es, ein hohes Maß an Koordination, Konzentration und technischem Geschick zu entwickeln, das in der Welt der Kampfkünste als neijin bezeichnet wird. Das letztendliche Ziel dieser Praxis ist es, mit dem Himmel oder dem Dao eins zu werden. Wie Zhuangzi sagte: „Himmel, Erde und ich sind aus einem geboren, und ich bin eins mit allem, was existiert.“
Beim martialischen Neigong geht es darum, innere Kraft zu entwickeln. Eine Möglichkeit, dies zu erreichen, besteht darin, regelmäßig bestimmte Übungen zu trainieren, bei denen der Atem mit den Bewegungen des Blutes in Einklang gebracht wird oder die die Bewegung des Blutes im Körper bewirken sollen. Durch diese Übungen kann es möglich sein, das Blut während einer bestimmten Bewegung in ein bestimmtes Gebiet zu bewegen, um ein bestimmtes Ergebnis zu erzielen.
Einer der Vorteile der martialischen Neigong-Übungen ist die Entspannung von Blutgefäßen, Nerven, Muskeln und Sehnen, damit sich der Körper freier bewegen kann. Wenn sich der Körper frei bewegt und ein Überschuss an Blut mit wenig oder gar keiner Anstrengung zu einem bestimmten Bereich fließt, kann der Übende möglicherweise viele Vorteile entwickeln. Zu diesen Vorteilen können gehören:
- schnellere Heilung von Verletzungen an den Händen
- die Fähigkeit, mit mehr Kraft zu schlagen
- die Fähigkeit, sich schneller zu bewegen (Geschwindigkeit ist in der Kampfkunst entscheidend)
- die gesundheitlichen Vorteile einer entspannten Haltung
- eine bessere Verbindung zu Beinen, Wirbelsäule, Armen und Kopf
- erhöhte Ausdauer
- erhöhte sportliche Leistungsfähigkeit und Gesundheit
- Regulierung des Blutdrucks
- die Kanäle des Körpers tatsächlich so zu erleben, wie sie individuell sind, was sich möglicherweise von den Büchern unterscheiden kann
- Entwicklung eines authentischen Dantian, das bewusst genährt und bewusst geformt wird
- größere Sensibilität für Sparring und Kampf

Es ist wichtig zu verstehen, dass jeder, der Neigong ernsthaft lernen will, es eher von einem guten Lehrer der inneren Kampfkünste wie Hsing-Yi (eine der einfachsten und kraftvollsten Formen der Kampfkultivierung) lernen sollte. Es ist selten, authentische daoistische Praktiken von einem wahren Meister zu erlernen, da viele der Nei Gong-Fertigkeiten ein wesentlicher Bestandteil eines vollständigen Kampfkunstsystems sind. Nei Gong ist keine Philosophie, sondern eine Technik und eine Kunst der inneren Kultivierung. Es gibt intellektuelle Richtlinien für die Praxis des Nei Gong, aber es ist Innere Arbeit, was bedeutet, dass man sich anstrengen muss, um echte, substantielle und überprüfbare Fähigkeiten zu entwickeln. Dies ist nicht etwas, das man sich vorstellen oder über das man reden kann, nur durch direkte Erfahrung und harte Anstrengung kann sich ein Verständnis von Nei Gung entwickeln.